# Canalirogas yvonnae
Canalirogas yvonnae är en stekelart som beskrevs av Van Achterberg 1996. Canalirogas yvonnae ingår i släktet Canalirogas och familjen bracksteklar. Inga underarter finns listade.